# Copelatus quadrisignatus
Copelatus quadrisignatus är en skalbaggsart som beskrevs av Régimbart 1877. Copelatus quadrisignatus ingår i släktet Copelatus och familjen dykare. Inga underarter finns listade i Catalogue of Life.